# 조은유
조은유(1984년 8월 2일 ~ )는 전직 OBS경인TV 아나운서로 고려대 시절 언론정보학을 전공했고, 기업은행 은행원, 현대자동차 사내 아나운서로 일했고, 2017년 5월의 신부로 결혼했다.

## 학력
- 2004년 ~ 2008년 : 고려대학교 언론정보학부 학사(04학번)

## 경력
- 기업은행 은행원
- 현대자동차 사내 아나운서
- 2012년 3월 ~ 일자 미상 : OBS 경인TV 아나운서

## 진행 프로그램
- <명불허전>
- <꿈꾸는 U>
- <연예매거진>
- <TV주치의 무병장수>
- <경기도 정책을 말하다>